# ハイエイタス・カイヨーテ
ハイエイタス・カイヨーテ（Hiatus Kaiyote、[haɪˈeɪtəs keɪˈjoʊti]）は、2011年にオーストラリア・メルボルンで結成されたフューチャー・ソウル・ユニットである。メンバーはナオミ・ネイパーム・ザールフェルト（ボーカル、ギター）、ポール・ベンダー（ベース）、サイモン・マーヴィン（キーボード）とペリン・モス（ドラム、パーカッション）の4人である。

## 来歴
2013年、Qティップを客演に迎えた「ナカマラ」がグラミー賞最優秀R&Bパフォーマンス賞の候補になった。この曲はフライングブッダから発表された彼らのデビュー・アルバム『トーク・トマホーク』に収録されている。
2014年には、ヒップホップアーティストのレミ、プロデューサーのサイレント・ジェイ、ボーカリストのジェイス・XLと協力して、「The Sonic Architects National Conference」と題したオーストラリアツアーを開始。このツアーでは、ジェイス・エクセル、ローレライ、アレハンドロ・ジェイ・アバポという3人のバックヴォーカリストが追加された。
2015年5月1日に2枚目のアルバム『チューズ・ユア・ウェポン』を発表。レビューサイトMetacriticでは6件のレビューに基づいて、100点満点中88点が与えられた 。同年5月9日、オーストラリアのアルバムチャートで初登場22位を記録した。アルバムに収録された「ブリージング・アンダーウォーター」は、第58回グラミー賞最優秀R&Bパフォーマンス賞の候補になった。

## ディスコグラフィ

### アルバム
| 題名                                                     | 情報 |
| -------------------------------------------------------- | --- |
| 『トーク・トマホーク』 - Tawk Tomahawk                   | - 発売日: 2012年 - レーベル: フライングブッダ - 規格: デジタル・ダウンロード、CD、バイナル                   |
| 『チューズ・ユア・ウェポン』 - Choose Your Weapon        | - 発売日: 2015年5月1日 - レーベル: フライングブッダ - 規格: デジタル・ダウンロード、CD、バイナル             |
| 『ムード・ヴァリアント』 - Mood Variant                  | - 発売日: 2021年6月25日 - レーベル: ブレインフィーダー - 規格: デジタル・ダウンロード、CD、バイナル          |
| 『ラブ・ハート・チート・コード』 - Love Heart Cheat Code | - 発売日:2024年6月28日 - レーベル: ブレインフィーダー - 規格: デジタル・ダウンロード、CD、バイナル、カセット |